# الشابة
الشابة إحدى مدن الجمهورية التونسية، تقع في ولاية المهدية على الساحل الشرقي للبلاد التونسية وهي منطقة سياحية ومشهورة أيضًا بمعلم تاريخي قديم «برج خديجة» الذي بنته «خديجة» لإخفاء كنزيها تحت البرج ولقد اكتشف الكنز في السنوات الماضية.

## أعلام
- عاطف بن حسين

### مواضيع ذات علاقة
- ولاية المهدية.